# Alexandra Frantti
Alexandra Frantti, född 3 mars 1996 i Highland Park, Illinois, USA, är en volleybollspelare (vänsterspiker).
Frantti växte upp i Spring Grove, Illinois. Hon spelade även JO klubbvolleyboll med Club Fusion och vann flera AAU titlar. Hon var andrarankad i USA av spelarna som gick ur high school. Hon började studera vid Pennsylvania State University och spelade med deras lag Penn State Nittany Lions, med vilka hon vann NCAA Women's Division I Volleyball Championship 2014. Efter avslutade studier började hon spela klubbvolleyboll i Europa. 
Frantti debuterade i landslaget vid Volleyball Nations League 2022 (damer) och spelade även i VM 2022, där USA kom fyra.